# ローラ・B2K/00
ローラ・B2K/00 (Lola B2K/00) は、ローラが設計・製造したオープンホイールレーシングカーである。2000年のCARTシーズンで使用された。